# Excelsior Maassluis
Excelsior Maassluis es un club de fútbol neerlandés amateur de Maassluis, en la provincia de Holanda Meridional. Fue fundado el 1 de junio de 1918. Su estadio es Lavendelstraat y tiene capacidad para 5000 espectadores. Actualmente compite en la Tweede Divisie, tercer nivel del fútbol neerlandés.

## Historia
También conocido como los Tricolores, Excelsior gracias a su título de 2016, fue ascendido a la Tweede Divisie que es la tercera división del Sistema de ligas de los Países Bajos. Así, en la temporada inaugural de la división, Excelsior terminó quinto en la clasificación de la liga, el club se mantiene en esta división principalmente por la cancelación de ascensos a las ligas mayores.

## Palmarés
- Campeón Tweede Klasse: 1996
- Campeón Eerste Klasse: 1991
- Campeón Hoofdklasse: 2012/2013
- Campeón Zaterdag Topklasse: 2015/2016